# SŽ serija 610/615
SŽ serija 610/615 je serija dizel-električnih garnitur Slovenskih železnic znamke Stadler FLIRT, proizvajalca Stadler Rail, v proizvodnji od leta 2019.
Sestavljene so iz krmilnih členov na vsakem koncu, označenih s 610, in dveh vmesnih členov z oznako 615, od katerih je v enem nameščen motor. Garniture obratujejo večinoma na progah Ljubljana–Novo mesto–Metlika, Grosuplje–Kočevje in Ljubljana–Kamnik.
Garnitura ima 159 sedežev v II. razredu ter 12 sedežev v I. razredu. Vsi sedeži imajo električne vtičnice (1 vtičnica na 2 sedeža). Sedeži v I. razredu imajo dodatno še mizo, možnost naklona sedežev, električno vtičnico in USB-vtičnico, bralno lučko ter dodaten naslon za roke med sedeži.

## Zgodovina
Aprila 2018 so Slovenske železnice podpisale pogodbo s švicarskim proizvajalcem Stadler Rail za dobavo petih dizelmotornih potniških garnitur FLIRT skupaj z enajstimi večsistemskimi elektromotornimi garniturami FLIRT in desetimi dvopodnimi elektromotornimi garniturami KISS. Maja 2019 je prevoznik naročil dodatnih 26 garnitur, od tega 16 dizelskih FLIRT-ov.
Deli vlakov so bili proizvedeni v Švici (podstavni vozički), Nemčiji (dizelski motor), Avstriji (pogonski elektromotorji) in Belorusiji (izdelava košev), montaža pa se je vršila na Poljskem v mestu Siedlce. Prva garnitura je tovarno zapustila novembra 2019. Po opravljenih testiranjih in mednarodnih pregledih je v Slovenijo prispela 11. marca 2020. Pet garnitur iz prvega naročila so v Slovenijo dobavili do oktobra 2020.
Dne 19. 11. 2020 je serija SŽ 610/615 pridobila obratovalno dovoljenje, vendar še ni začela obratovati zaradi ustavitve javnega potniškega prometa ob drugem valu epidemije koronavirusne bolezni. Z redno vožnjo je začela 15. decembra 2020.
Šestnajsterica garnitur iz drugega naročila je bila dobavljena med januarjem in avgustom 2022.
Junija 2023 so Slovenske železnice s proizvajalcem Stadler sklenile pogodbo za dobavo še 20 dizelskih garnitur. Garniture, oštevilčene kot podserija 610-1xx, so podobne podseriji 0xx z nekaterimi tehničnimi izboljšavami in možnostjo nadgradnje na dvosistemskost (pogon na dizel in na elektriko). Dobava garnitur podserije 1xx se je začela decembra 2024.
- SŽ 610/615 v Bohinjski Beli
- Notranjost
- Prostor, namenjen prevozu koles